# Psara dorcalis
Psara dorcalis là một loài bướm đêm trong họ Crambidae.